# Kersten Rosenau

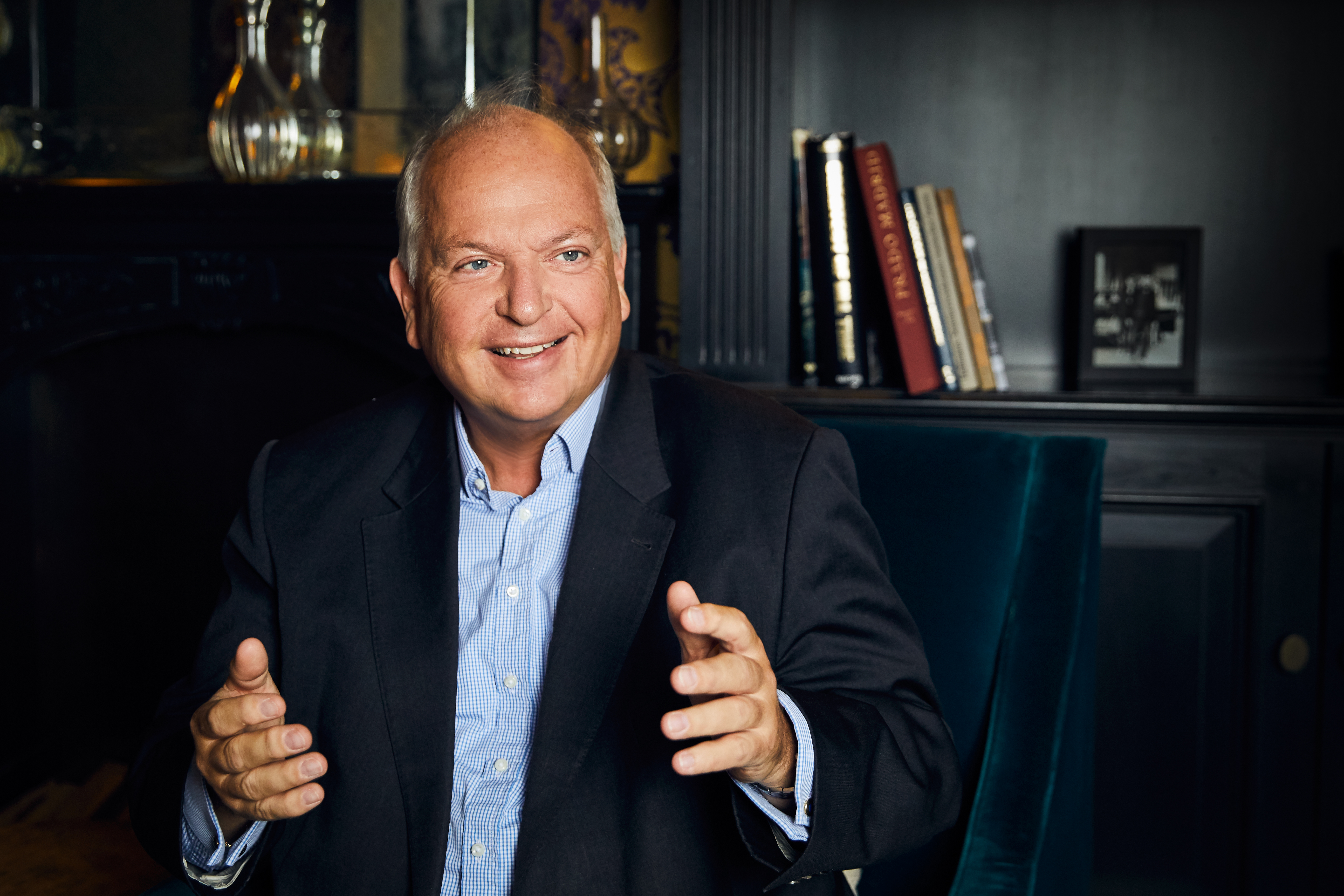
Kersten Rosenau, 2018

Kersten Rosenau (* 12. Juni 1957 in Hamburg) ist ein Hamburger Unternehmer und ehemaliger Politiker der CDU und früheres Mitglied der Hamburgischen Bürgerschaft.

## Leben
Kersten Rosenau, dessen Vater einen Fachhandel für Schaufenster-Dekorationsartikel betrieb, dessen Geschäftsführung er später übernahm, besuchte bis zum Abitur 1976 das Gymnasium Langenhorn. Danach begann er das Studium der Rechtswissenschaften an der Universität Hamburg als Stipendiat der Konrad-Adenauer-Stiftung und war zeitweilig studentisches Mitglied des Fachbereichsrats. Als es im Sommersemester 1977 aufgrund eines vom AStA ausgerufenen Studentenstreiks zu Sprengungen von Vorlesungen kam, erstritt Rosenau eine Entscheidung des Hamburgischen Oberverwaltungsgerichts, nach der die Universität „grundsätzlich verpflichtet“ sei, studierwilligen Studenten und lehrwilligen Professoren Zugang zu den Vorlesungen zu ermöglichen. Wenn die „Studenten, die Gewalt in der Universität anwenden“ hiervon nicht durch „Aufrufe, Hinweise, Diskussionen“ abgebracht werden könnten, müsse das Ordnungsrecht angewendet werden. Diese Entscheidung hat Bedeutung für die Weiterentwicklung der Grundrechte, ursprünglich Abwehrrechten des Bürgers gegen Eingriffe des Staates in Freiheit und Eigentum, hin zu Leistungs- und Teilhaberechten. Nachdem Wissenschaftssenator Dieter Biallas daraufhin kein Disziplinarverfahren gegen den Universitätspräsidenten Peter Fischer-Appelt einleitete, forderte Rosenau den Rücktritt des Senators.
Neben dem Studium arbeitete Rosenau als freier Reporter für die Eppendorf-Ausgabe des Hamburger Wochenblatts. 1982 legte er das erste Staatsexamen ab. Von 1985 bis 1988 war er Referendar beim Hanseatischen Oberlandesgericht und Wissenschaftlicher Assistent bei Karl August Bettermann. 1986 wurde seine Dissertation Hegemonie und Dualismus. Preußens staatsrechtliche Stellung im Deutschen Reich. angenommen und mit cum laude bewertet. Für Bettermann, der seinerseits vom Promotionsausschuss des Fachbereichs Rechtswissenschaft I darum gebeten worden war,  verglich er die Kieler Dissertation von Trutz Graf Kerssenbrock mit einer von diesem in Hamburg bei Bettermann eingereichten und mit mangelhaft bewerteten Arbeit. Er kam dabei zu dem Ergebnis, dass die beiden Kerssenbrockschen Arbeiten zu 80 % übereinstimmten. Dies wurde als Täuschungsversuch ausgelegt, mit der Folge, dass Kerssenbrock seinen Doktorgrad im Dezember 1987 zurückgab, um einem Aberkennungsverfahren zuvorzukommen. 1988 bestand Rosenau das zweite Staatsexamen mit Prädikat, wurde als Rechtsanwalt zugelassen und arbeitete mehrere Jahre als Lehrbeauftragter für Öffentliches Recht an der Universität Hamburg.
Kersten Rosenau war Gründer und über zwanzig Jahre lang geschäftsführender Gesellschafter des Unternehmens First Christmas, das Dekorationen für Einkaufszentren, Flughäfen und Innenstädte vertreibt. Von 2016 bis 2020 war Rosenau Eigentümer der „retail emotions FZE“, eines emiratischen Unternehmens. Zeitweise war er Regionalbotschafter des German Council of Shopping Centers. und Kommissionsmitglied des International Council of Shopping Centers. Seit 2019 ist er geschäftsführender Gesellschafter der Business News Group GmbH (früher: Handelsimmobilien Heute Verlagsgesellschaft mbH), einem Verlag für handelsspezifische Fachbücher sowie Nachrichtenportal für und Herausgeber von Newslettern für die Handelsimmobilienbranche.
Kersten Rosenau ist verheiratet und Vater von drei Töchtern. Er lebt in Hamburg und in der Provence.

## Politik
Kersten Rosenau wurde mit 14 Jahren Mitglied der Jungen Union, mit 16 Jahren der CDU und stellvertretender Ortsvorsitzender. In der Jungen Union war er Pressesprecher des damaligen Landesvorsitzenden und späteren Ersten Bürgermeisters Ole von Beust. Ende der 1970er Jahre war er auch stellvertretender Kreisvorsitzender der JU Hamburg-Nord. Für den späteren Bundesminister der Verteidigung, Volker Rühe, war Rosenau für die Pressearbeit in dessen Bundestagswahlkreis zuständig. Bis 1988 war er auch stellvertretender Ortsvorsitzender der CDU in Winterhude.
Er war von 1978 (nachgerückt für Alan Cadmus) bis 1986 Abgeordneter im Bezirk Hamburg-Nord, damals jüngster Abgeordneter, zuletzt stellvertretender Vorsitzender der CDU-Fraktion, und Mitglied der Hamburger Kommission für Bodenordnung. In der Bezirksversammlung sprach er sich 1984 für den Abriss der Hallen auf dem Kampnagelgelände aus. Sie seien nicht schutzwürdig. Stattdessen sollten dort Sozialwohnungen und Gewerbeflächen entstehen. 1985 forderte er den (später erfolgten) Bau der Ortsumgehung Fuhlsbüttel und kritisierte den SPD-Fraktionsvorsitzenden Walter Wellinghausen, der stattdessen einen Schnellbahnanschluss für den Flughafen Hamburg favorisierte, für dessen Ablehnung einer verbesserten Autoanbindung des Flughafens.
1982 wurde Rosenau Deputierter der Justizbehörde, 1983 der Baubehörde. Des Weiteren gehörte er der Kreditkommission und dem Schöffenwahlausschuss an und war Vorsitzender des Anstaltsbeirats der Justizvollzugsanstalt Hahnöfersand. Von 1986 (damals wieder jüngster Abgeordneter) bis 1991 und vom 31. Dezember 1993, als er für Hartmut Schwesinger nachrückte, bis 1997 war er Abgeordneter in der Hamburgischen Bürgerschaft. Dort war er für seine Fraktion unter anderem im Wissenschafts-, im Rechts- und im Wirtschaftsausschuss. Zudem gehörte er dem Gemeinsamen Kreisparteigericht der CDU Hamburg an. Als wissenschaftspolitischer Sprecher der CDU-Bürgerschaftsfraktion forderte er einen Ausbau des Studiengangs zum Wirtschaftsingenieur, da dieser am stärksten von der Wirtschaft nachgefragt werde.

## Veröffentlichungen
- Studentische Bemühungen um die Wahrung eines Grundrechts, WissR 1977, 253 ff.
- Aspekte der Begabtenförderung in Amerika, WissR 1982, 67 ff.
- Hegemonie und Dualismus. Preußens staatsrechtliche Stellung im Deutschen Reich, Regensburg, 1986. Rezensionen von Hans Peter Ipsen, DVBl. 1987, 801; Carl Hermann Ule, Der Staat 1988, 149 f.; Adolf Laufs, ZNR 1988, 106 ff.
- Das Ruhende Mandat, die Hansestädte und das Grundgesetz, ZParl 1988, 35 ff.
- Mitarbeit: Karl August Bettermann, Bemerkungen zum parlamentarischen Regierungssystem Hamburgs nach der Verfassung von 1952, in: Gedächtnisschrift für Wolfgang Martens, Berlin 1987, 39 ff.